# Битва у Швехата
Битва у Швехата (венг. Schwechati csata) — одно из важнейших сражений войны за независимость Венгрии 1848—1849 г.г., в ходе которого австрийские императорские войска Виндишгреца нанесли поражение венгерским войскам под командованием генерала Яноша Мога.
Сражение состоялось 30 октября 1848 года у Швехата недалёко от Вены. Главной целью командования австрийской армии было не допустить соединения повстанцев в Вене с венгерской армией. Силы сторон были неравные: в битве участвовало около 40 000 австрийцев и хорватов при 140 орудиях, которые столкнулись с примерно 23 500 венгров при 71 орудии. Половину венгерской армии составляли неопытные ополченцы (гонвед), вооружённые лишь косами, которые не могли противостоять регулярным имперским войскам. На стороне венгров воевали итальянские и польские добровольцы.
Начало боя было многообещающим для венгерской армии. На правом фланге силы под командованием Рихарда Гийона после 20-минутного боя заняли Манвёрт. В центре противник отбил атаку Гёргея. Войска на левом фланге (под командованием полковника Михая Репаши) прибыли слишком поздно, поэтому успех Гийона превратился в односторонний охват. Мога приказал Артуру Гёргею повторно атаковать центр противника. Елачич понял, что его центр находится под угрозой, и приказал кавалерии Лихтенштейна выдвинуться и атаковать левый фланг венгерской армии. В это же время Карл Зейсберг атаковал центр Гёргея. Большинство необстрелянных и неопытных солдат Гёргея начали отступать. Однако венгерская артиллерия — после непродолжительного отступления — вновь начала обстреливать австрийцев, штурмовавших центр венгерской армии. К счастью для венгров, хотя полковник Репаши и опоздал к началу сражения, он все же прибыл к началу австрийской контратаки. Его прибытие помешало Лихтенштейну замкнуть окружение венгерского центра.
Битва показала, что венгерской армии не хватало опыта, чтобы победить регулярные войска империи. Хоть австрийская победа не стала решающим поражением для отступившей венгерской армии, но венгры потеряли стратегическую инициативу. Венгерская армия продолжала сражаться, несмотря на потерю около 500 человек и 4 орудий.
Под давлением находившегося в штабе Л. Кошута Мога был смещен с поста главнокомандующего и заменен А.Гёргеем, которого вскоре произвели в генералы. Почти одновременно с поражением венгров было подавлено и Октябрьское восстание в Вене.